# Elzenvezelkop
De elzenvezelkop (Inocybe alnea) is een paddenstoel uit de familie Inocybaceae. Hij komt voor bij els, essen en volgens sommige bronnen ook bij eik.

## Kenmerken
Hoed
Het is kleine vezelkop met een geelbruine, iets vezelige hoed.
Steel
De steel is wit, geheel berijpt en knollig.
Sporen
De sporen zijn relatief klein, hoekig en zonder knobbels. De sporenmaat is 8-10 × 6,5-7,5 µm.

## Verspreiding
In Nederland komt hij vrij zeldzaam voor. De zwaartepunten liggen in de bossen van Flevoland en het rivierengebied. Hij staat op rode lijst in de categorie 'Gevoelig'.